# Poggio Imperiale
Poggio Imperiale è un comune italiano di 2 522 abitanti della provincia di Foggia in Puglia.
Il paese è conosciuto nel dialetto locale con il nome di Tarranòve (Terra nuova), a causa della sua fondazione relativamente recente.

## Origini del nome
Il nome del comune è composto dalle parole "Poggio", riferimento alla collina su cui è posto, e "Imperiale", in onore del principe fondatore Placido Imperiale.

## Storia
La storia di Poggio Imperiale è legata a Placido Imperiale, principe di Sant'Angelo dei Lombardi (nell'allora Principato Ulteriore). Nel 1753 il principe divenne proprietario del Feudo A.G.P. (Ave Gratia Plena) che comprendeva diversi territori appartenenti all'attuale Comune di Lesina e, attratto dalla posizione strategica di una collina ricadente nel feudo, tra i centri abitati di Lesina e Apricena, decise nel 1759 di costruirvi una grande masseria con alcune case coloniche. Attorno a queste prime costruzioni nacque Poggio Imperiale. Il principe fece arrivare nel nuovo villaggio alcune famiglie provenienti da San Marco in Lamis, Bonefro, Portocannone, Foggia, Bari e Francavilla, primi abitanti del neonato paese.
Due anni più tardi, il 18 gennaio 1761, il principe stipulò un capitolato con 17 famiglie albanesi (89 persone), originarie di Scutari, che erano stati sistemate a Pianiano (frazione di Cellere), in cui si offriva:
(Matteo Fraccacreta, Teatro topografico storicopoetico della Capitanata e degli altri luoghi più memorabili e limitrofi della Puglia, Tomo IV, Napoli, 134, pp. 84-88)
Questi esuli, fedeli della religione cattolica, per sfuggire ad una recrudescenza del fanatismo religioso da parte del pascià di Scutari, si erano rifugiati in Italia. A queste prime famiglie se ne aggiunsero altre 20 (75 persone) come dall’atto stipulato il 4 febbraio del 1761. Le famiglie erano accompagnate da due guide spirituali, don Marco Micheli, originario di Bria, della diocesi di Scutari, e don Simone Vladagni, nato intorno al 1724 a Scutari.
Separatamente sopraggiunse un gruppo di albanesi con due sacerdoti di rito greco: Simone Bubici con la moglie e cinque figli e Stefano Teodoro con tre figli.
Negli atti della prima visita pastorale che il vescovo di Lucera, Giuseppe Maria Foschi, compì al nascente paese nel marzo del 1761, si evince che una parte degli albanesi non trovò di gradimento il sito, sia per la malaria che arieggiava nella zona, sia per l’accoglienza della comunità italiana - che non fu tra le più incoraggianti - e insieme a don Micheli, dopo poche settimane dal loro arrivo, decisero di lasciare il luogo e fare ritorno a Pianiano. Il resto della colonia, compreso il sacerdote Vladagni, abbandonò Poggio Imperiale subito dopo la visita pastorale, anche per le disposizioni impartite dal vescovo, che vietava al sacerdote albanese di celebrare nella chiesa di San Placido le Sacre Funzioni. Il 23 marzo del 1761, la colonia albanese di Poggio Imperiale risulta tornata a Pianiano, fatta eccezione per le famiglie di Simone Gioni, Primo Cola e Michele Zadrima, che decisero di restare.
Gli albanesi non giunti con la colonia di Pianiano emigrarono verso Roma dopo un anno circa per lo scarso raccolto dopo l'inverno gelido. Rimasero a Poggio Imperiale Simone Bubici con la moglie e cinque figli maschi, Giuseppe Teodoro con tre figli e tre figlie, Giovanni Bubici con la moglie e la madre e Giovanni Spenser (o Spencer). Venne poi da Barletta la famiglia Mauricchi originaria di Scutari e altri da altre località. Conservarono la lingua, l'usanza e anche le "bassette".
Nel 1764, inoltre, raggiunsero il borgo anche numerose famiglie dal Principato Ultra del Regno di Napoli (da Morra, Lioni, Nusco, S. Angelo, Carbonara), che posero le basi per la costituzione di una consistente comunità amministrativa.
Il villaggio già conosciuto come Tarranòve fu all'origine dipendente da Lesina. Ottenne l'autonomia dal vicino centro lagunare il 18 gennaio 1816. In tale anno il paese contava 794 abitanti.
Le prime abitazioni del piccolo borgo sorsero nella parte più alta della collina, concentrate lungo l'attuale via Albanesi. Da questa via, nella parte più vicina alla Chiesa di San Placido, si accedeva alla dimora del fondatore, conosciuta come Palazzina.
Nel 1886, in occasione del centenario della morte del fondatore Placido Imperiale, fu posto nella piazza a lui dedicata un busto marmoreo raffigurante il Principe stesso.

## Monumenti e luoghi d'interesse

### Santuario di San Nazario Martire
A pochi chilometri dal centro abitato, sorge presso una sorgente di acqua termale che origina il torrente Caldoli. Si racconta che il luogo fosse sacro già agli antichi greci. La sua notorietà è legata soprattutto alla tradizione che lo vuole visitato dal martire protocristiano Nazario, il quale avrebbe lavato i suoi piedi nella sorgente appoggiandosi su un cippo marmoreo. Questo cippo è ancora oggi conservato nel Santuario e, con il passare del tempo, è stato levigato dalla mano dei fedeli che si recano ivi in pellegrinaggio devozionale..

### Chiesa di San Placido Martire
La chiesa parrocchiale di San Placido Martire, costruita nella seconda metà del '700, si affaccia sulla piazza centrale del paese, in direzione nord. A seguito di un crollo verificatosi negli anni '60, ha subito un intervento di ristrutturazione che ha completamente snaturato il suo aspetto originale, conservando tuttavia alcune opere ed elementi architettonici. 

#### Interno
Si presenta con due navate: la centrale, con l'altare maggiore; la laterale, con l'altare in marmo policromo dedicato alla Madonna di Pompei (fino al 2006, anno dell'ultima ristrutturazione, questo altare aveva nella parte superiore una edicola dedicata alla Vergine del Rosario. Sempre fino a quell'anno trovava inoltre posto, nella navata laterale, l'altare dedicato a San Michele Arcangelo, protettore del comune garganico).
Degno di nota è il dipinto del Patrono, (olio su tela) risalente al XVIII secolo, donato dal Principe alla comunità terranovese e attribuito al napoletano Francesco De Mura. Attualmente questa opera d'arte è posta nella navata laterale, al di sopra dell'altare della Madonna di Pompei. Prima dei lavori maggiori degli anni 60, la tela era invece posta sulla parete frontale, al centro dell'altare maggiore.
Al suo interno sono inoltre conservati i simulacri di san Placido, san Michele Arcangelo, sant'Antonio da Padova, Maria Immacolata, Madonna del Carmine, san Giuseppe e Gesù verso il Calvario, tutti realizzati ad Ortisei. Di particolare rilevanza artistica è il simulacro di Santa Filomena di Roma V.M., in legno policromo del XIX secolo, realizzato dall'artista napoletano Giuseppe Catello e di recente restauro.

#### Esterno
Domina la facciata esterna l'imponente campanile, struttura più alta di tutto il paese. Si distinguono due ingressi: il più grande, che dà accesso alla Chiesa; il minore, un tempo utilizzato per accedere al campanile. Prima del crollo degli anni '60 era visibile il tetto spiovente; dopo i lavori di ristrutturazione invece, per dare spazio alla costruzione di un appartamento per il parroco al piano superiore, è stato realizzato un terrazzo.
Motivo ricorrente, che richiama le finestre laterali dell'edificio, è una semiluna con convessità rivolta verso l'alto. Oltre che sulla parete laterale (lato est), questa figura è ripresa sulla facciata anteriore, al di sotto della torre campanaria. Da questa semiluna si stagliano fasce orizzontali, che completano la metà sinistra della facciata stessa. Le fasce orizzontali sono riprese anche nella metà superiore del campanile, come elemento di unione con la facciata sottostante.
Attualmente, seppur non totalmente in ottimo stato, la facciata anteriore è tinteggiata di giallo, mentre le pareti laterali sono bianche. In origine, invece, l'intero edificio si presentava di colore bianco, come la maggior parte delle costruzioni dell'epoca.

### Altri luoghi di interesse
- Chiesa del Sacro Cuore di Gesù, edificata nella prima metà del XIX sec. come oratorio confraternale dell'omonima confraternita. Conserva al suo interno la coeva statua lignea policroma raffigurante il Sacro Cuore di Gesù e il manichino vestito della Vergine Addolorata, utilizzato nelle processioni della Settimana Santa. Entrambe le opere sono di scuola napoletana.
- Piazza Placido Imperiale, dove è sita la damiera fissa più grande d'Europa[15][16]. Nella piazza è inoltre possibile ammirare il busto marmoreo del Principe Imperiale (1886) e il monumento ai caduti di tutte le guerre. Al di sotto della superficie della piazza stessa sono ancora oggi visibili, tramite apposite aperture vetrate, le sottostanti fosse granaie, dove fino ai primi anni del secolo scorso veniva stipato il grano raccolto.
- Corso Vittorio Veneto, conosciuto come "il viale": ricostruito nel 2010 interamente in pietra di Apricena, è sede della mostra permanente delle pietre estratte dal bacino marmifero di Apricena, Poggio Imperiale e Lesina. Nella pavimentazione sono infatti presenti otto ovali in pietra, abbracciati da blocchi di marmo convertiti a panchine; ogni ovale è realizzato con una varietà diversa di pietra qui estratta, con scolpite indicazioni riguardanti la tipologia e poesie di artisti locali.
- Palazzo De Cicco, del XIX sec., la cui facciata principale è situata sul corso Vittorio Veneto. Presenta un imponente cornicione realizzato interamente in pietra, al centro del quale è possibile scorgere lo stemma della famiglia De Cicco. Si notano sul retro due torrette cilindriche, tipiche dell'architettura pugliese delle masserie fortificate, che si affacciavano un tempo sui campi e sugli uliveti retrostanti.
- Palazzina del Principe Imperiale, edificata nel XVIII sec., situata di fianco alla chiesa matrice in Piazza Imperiale, rappresenta, insieme alle caselle della retrostante strada, detta via "albanesi", il primo nucleo abitato della cittadina. Già residenza del Principe, l'edificio venne utilizzato in seguito come sede del primo municipio. Una lapide posta di recente sulla sua facciata ne ricorda l'origine e la storia.

## Società

### Evoluzione demografica
Abitanti censiti

### Etnie e minoranze straniere
Secondo i dati ISTAT al 31 dicembre 2010 la popolazione straniera residente era di 231 persone. Le nazionalità maggiormente rappresentate in base alla loro percentuale sul totale della popolazione residente erano:
- Romania 89 3,14%;
- Albania 42 1,48%;
- Bulgaria 29 1,02%.

### Lingue e dialetti
Il dialetto di Poggio Imperiale, localmente denominato "tarnuésë", costituisce un caso linguistico non ancora ben approfondito. Si tratta di una parlata
che, al pari dello stesso comune, è definibile come relativamente “nuova”, perché originatasi anch'essa a partire dal 1759, anno dei primi insediamenti nell'attuale territorio. Anche la popolazione che vi si stabilì era pertanto “nuova”, proveniente in maggioranza dall'esterno del feudo (paesi limitrofi, Campania, Basilicata, Calabria, Albania, ecc.), e fu ovviamente necessario raggiungere ben presto un'unità linguistica oltre che amministrativa.
Fondamentale al riguardo è stato l'apporto del Principe Placido Imperiale e del suo entourage napoletano, o comunque campano, e la conseguente venuta di numerose famiglie del Principato Ultra, corrispondente grosso modo alle attuali province di Avellino e Benevento: ne è conseguito che a prendere il sopravvento fu una parlata di tipo napoletano, o meglio “napoletaneggiante”, considerata da un lato “più pura e attuale” per l'epoca, e dall'altro un linguaggio “colto”, “forbito”, che distingueva i proprietari terrieri, i professionisti e gli amministratori dal resto della popolazione, e che nel giro di poche generazioni è divenuta il dialetto dell'intera comunità. A ciò si può aggiungere inoltre che il “napoletano” si è ulteriormente affermato a Poggio Imperiale in relazione alle frequentazioni dei suoi abitanti a Napoli per motivi di studio, ma anche per l'apprendimento delle arti e dei mestieri.
Di conseguenza, mentre tutti i linguaggi del Gargano andrebbero classificati nel gruppo pugliese settentrionale, in particolare nel sottotipo “dauno”, Poggio Imperiale è invece linguisticamente esterno al promontorio, presentando appunto una fenomenologia tipologicamente campana: ne è la prova il fatto che i dialetti parlati nei centri viciniori, come Lesina, Apricena, San Nicandro Garganico o San Paolo di Civitate, presentano ancora oggi delle diversità rispetto al "tarnuésë", nonostante la naturale tendenza all'omogeneizzazione.
Le differenze più rilevanti attengono alla pronuncia vocalica, perché mentre nel foggiano (già a Lesina), come quasi in tutta la Puglia, nonché in parti di Abruzzo e Molise, è presente il cosiddetto “isocronismo sillabico”, che prevede la pronuncia chiusa di tutte le vocali in sillaba libera, terminante cioè con vocale, (ad es. “bé-ne”, “có-sa”), ed aperta di tutte le vocali in sillaba complicata, terminante per consonante, (ad es. “ròt-to”, “strèt-to”), a Poggio Imperiale vigono condizioni tipicamente campane, peraltro assai vicine all'italiano standard (ad es. “bène” ma “méttere”, “còsa”, ma “sótto”, ecc.), tra l'altro con molte delle difformità proprie del campano rispetto all'italiano standard ("vèro"
contro italiano "véro", nonché i suffissi in -etto/-etta, pronunciati sempre aperti come "sigarètta"). 
Differenze si registrano, seppure in misura meno rilevante, anche nel lessico (ad es. “midollo” è reso a P.I. con mëdùllë, mentre a Lesina mëdòllë, “ossa” diventa òssërë a P.I. mentre jòssë ad Apricena), e nella cadenza, percepita spesso da chi proviene da fuori come “napoletana” o al massimo “molisana”.
La colonia albanese poco ha lasciato delle sue tradizioni e del suo folklore, per la breve permanenza che ha avuto in questo paese. È rimasto solo qualche piccolo ricordo, nelle parole come kakagljë “balbuziente”, o chjatràtë “infreddolito” e poche altre, citate qualche volta dagli anziani.
I pastori d'Abruzzo sono stati quelli che più profondamente hanno influenzato la lingua e le usanze durante il periodo della loro transumanza, perché essi si fermavano per circa tre quarti dell'anno nel territorio di Poggio Imperiale: le parole riflettono o le modeste usanze di casa: u ddaccialardë “il tagliere”, u tavelérë “la spianatoia”, rescekarà (con la s schiacciata alla napoletana sc)“risciacquare”, u fukarilë “il focolare” o “il camino”,o le attività di campagna: u necchiarekë “il prato non coltivato”, l'acchje “la bica di frumento”, i listrë “la resta del frumento". Inoltre c'è da ricordare a lòtë “il fango", a pertòsë “l'occhiello”, u kacciakarnë “il forchettone”, u zurrë “il becco”. Altri fenomeni, come la palatizzazione di si (trascì “entrare”), di s (ruscë “rosso”, ma cusì per “così”), e ancora di c (vascë, cascë vrascë per “bacio”, “cacio e “brace”), nonché l'uso della forma iévë pe pèrsë per “era perduto”, sono fatti tipicamente appenninici e pastorali.
Dal napoletano è derivata una terminologia più o meno tecnica: il teniere ricorrente nelle prammatiche del Regno di Napoli, per indicare “il calcio del fucile”, a mórra, per indicare una gran quantità di uomini e animali, a cùnnele, per indicare “la culla” etc.
Nelle forme verbali è da notare la contrapposizione tra un napoletaneggiante àmma fa' festë (con il rafforzamento della m nella prima persona plurale), contro un appenninico magnàmë “mangiamo” (dove non avviene questo rafforzamento della m nelle stesse condizioni).
Il pugliese di tipo foggiano è pure presente con pochi fatti, ma anche questi sostanziali: c'è da notare facimë “facciamo”, nzònghë “non sono”, l'è ddittë con due d per “l'ha detto” e così via.

## Economia
La principale risorsa economica di Poggio Imperiale è l'agricoltura. Le attività agricole preminenti sono l'orticoltura (specialmente del pomodoro), la cerealicoltura e, non in misura minore, la coltivazione dell'olivo e della vite. Sono presenti alcune imprese di trasformazione dei prodotti orticoli e olivicoli.
Importante è anche l'attività estrattiva della pietra di Apricena, che conta su circa quaranta imprese, operanti nel bacino estrattivo di Apricena e Poggio Imperiale.
Nel settore manifatturiero si rileva la produzione di materiali elettrici; vi sono inoltre attività operanti nel tessile, nel legno, nella plastica e nella carpenteria metallica.
Dal 2007 è in funzione un parco eolico di proprietà della multinazionale inglese International Power. L'impianto è costituito da 15 aerogeneratori Vestas V80 da 2 MW ciascuno.

## Amministrazione
Di seguito è presentata una tabella relativa alle amministrazioni che si sono succedute in questo comune.
| Periodo           | Periodo          | Primo cittadino   | Partito                                 | Carica  | Note          |
| ----------------- | ---------------- | ----------------- | --------------------------------------- | ------- | ------------- |
| 24 settembre 1988 | 31 maggio 1990   | Giuseppe Caroppi  | Partito Socialista Democratico Italiano | Sindaco | [ 18 ]        |
| 31 maggio 1990    | 8 settembre 1992 | Giuseppe Caroppi  | -                                       | Sindaco | [ 18 ]        |
| 14 settembre 1992 | 24 aprile 1995   | Giuseppe Cristino | Partito Democratico della Sinistra      | Sindaco | [ 18 ]        |
| 24 aprile 1995    | 14 giugno 1999   | Onorato D'Amato   | lista civica                            | Sindaco | [ 18 ]        |
| 14 giugno 1999    | 14 giugno 2004   | Onorato D'Amato   | Forza Italia                            | Sindaco | [ 18 ]        |
| 14 giugno 2004    | 8 giugno 2009    | Rocco Lentinio    | lista civica                            | Sindaco | [ 18 ]        |
| 8 giugno 2009     | 26 maggio 2014   | Rocco Lentinio    | lista civica                            | Sindaco | [ 18 ]        |
| 26 maggio 2014    | in carica        | Alfonso D'Aloiso  | Partito Democratico                     | Sindaco | [ 18 ] [ 19 ] |

### Gemellaggi
- Vorë, dal 2011